# Ист-Хартфордшир
Ист-Хартфордшир (англ. East Hertfordshire) — неметрополитенский район (англ. non-metropolitan district) в графстве Хартфордшир (Англия). Имеет два административных центра — город Бишопс-Стортфорд и город Хартфорд.

## География
Район расположен в восточной части графства Хартфордшир, граничит с графством Эссекс.

## История
Район был образован 1 апреля 1974 года в результате объединения боро Хартфорд, городских районов (англ. urban district) Бишопс-Стортфорд, Собриджуэрт, Уэр и сельских районов (англ. rural district) Броинг, Уэр и части сельского района (англ. rural district) Хартфорд.

## Состав
В состав района входит 5 городов:
- Бантингфорд
- Бишопс-Стортфорд
- Уэр
- Собриджуэрт
- Хартфорд

и 42 общины (англ. civil parish).